# Dynamo Duala
Dynamo Football Club de Douala w skrócie Dynamo Duala – kameruński klub piłkarski grający w kameruńskiej drugiej lidze, mający siedzibę w mieście Duala.

## Sukcesy
- Puchar Kamerunu[1]:
  - zwycięzca (3): 1979, 1981, 1998

## Występy w afrykańskich pucharach
| Sezon | Rozgrywki                 | Runda | Kraj                         | Klub                   | Dom | Wyjazd |     |
| ----- | ------------------------- | ----- | ---------------------------- | ---------------------- | --- | ------ | --- |
| 1980  | Puchar Zdobywców Pucharów | 2     | Ghana                        | Sekondi Eleven Wise FC | 1–1 | 1–2    | 2–3 |
| 1980  | Puchar Zdobywców Pucharów | 1     | Mauretania                   | AS Garde Nationale     | 2–0 | 1–0    | 3–0 |
| 1980  | Puchar Zdobywców Pucharów | 2     | Wybrzeże Kości Słoniowej     | Africa Sports National | 1–2 | 0–1    | 1–3 |
| 1999  | Puchar Zdobywców Pucharów | 1     | Republika Środkowoafrykańska | ASDR Fatima            | 3–0 | 0–1    | 3–1 |
| 1999  | Puchar Zdobywców Pucharów | 2     | Tunezja                      | Club Africain          | 1–2 | 0–4    | 1–6 |

## Stadion
Domowe mecze klub rozgrywa na stadionie o nazwie Stade de la Réunification w Duali. Stadion może pomieścić 30000 widzów.

## Reprezentanci kraju grający w klubie od 1973 roku
Stan na marzec 2024.
| - Léonel Ateba - Eric Ekounga - Edmond Enoka - Alain Eyobo - Modeste M’Bami | - Marcel Mahouvé - Martin Maya - Jean-Pierre Tcheutchoua - Narcisse Ekanga |